# Gütersloh

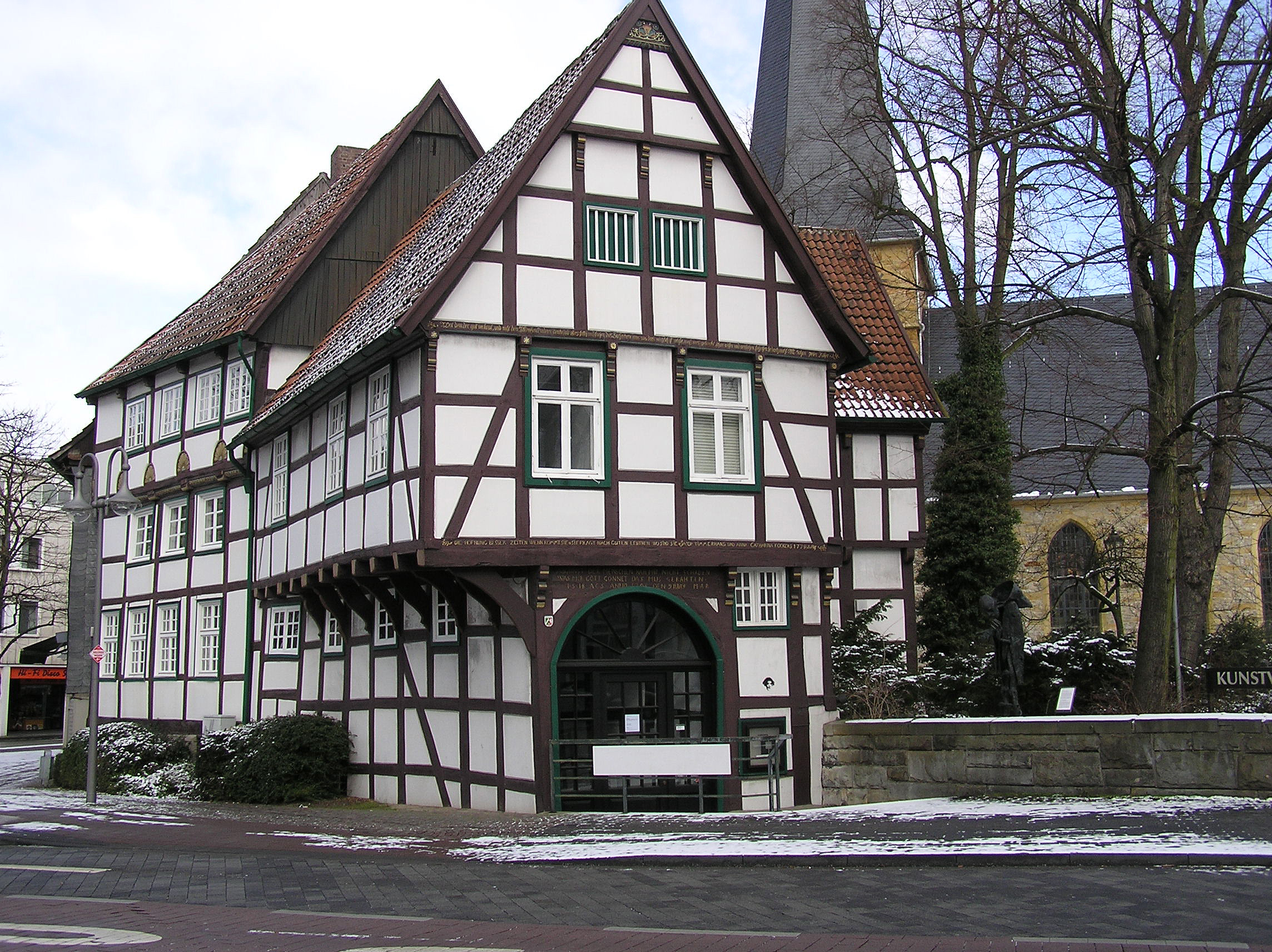
Casa Veerhoff

Gütersloh este un oraș din landul Renania de Nord-Westfalia, Germania. Orașul are ca. 101.158 loc. (2021)  Aparține de regiunea guvernamentală Detmold, districtul Gütersloh, fiind amplasat în apropiere de Bielefeld și Herford.

## Date geografice
Gütersloh este amplasat în Câmpia Emsului, partea de sud-vest a regiunii Teutoburger Wald și nord-estul ținutului Westfälische Bucht (Depresiunea Westfalică), la sud de Osnabrück și Bielefeld. Orașul fiind situat în una din regiunile din regiunea Ruhr cu cea mai mare densitate a populației din Germania.

## Personalități născute aici
- Ludwig Müller (1883 - 1945), teolog nazist;
- Diana Amft (n. 1975), actriță;
- Anna-Maria Zimmermann (n. 1988), cântăreață.